# 天津人民公园
39°06′13″N 117°12′43″E / 39.10355°N 117.21188°E
天津人民公园坐落于中国天津市河西区，总面积为14.21公顷，其中水域面积3.3公顷。是天津市现存的清代园林之一。

## 历史

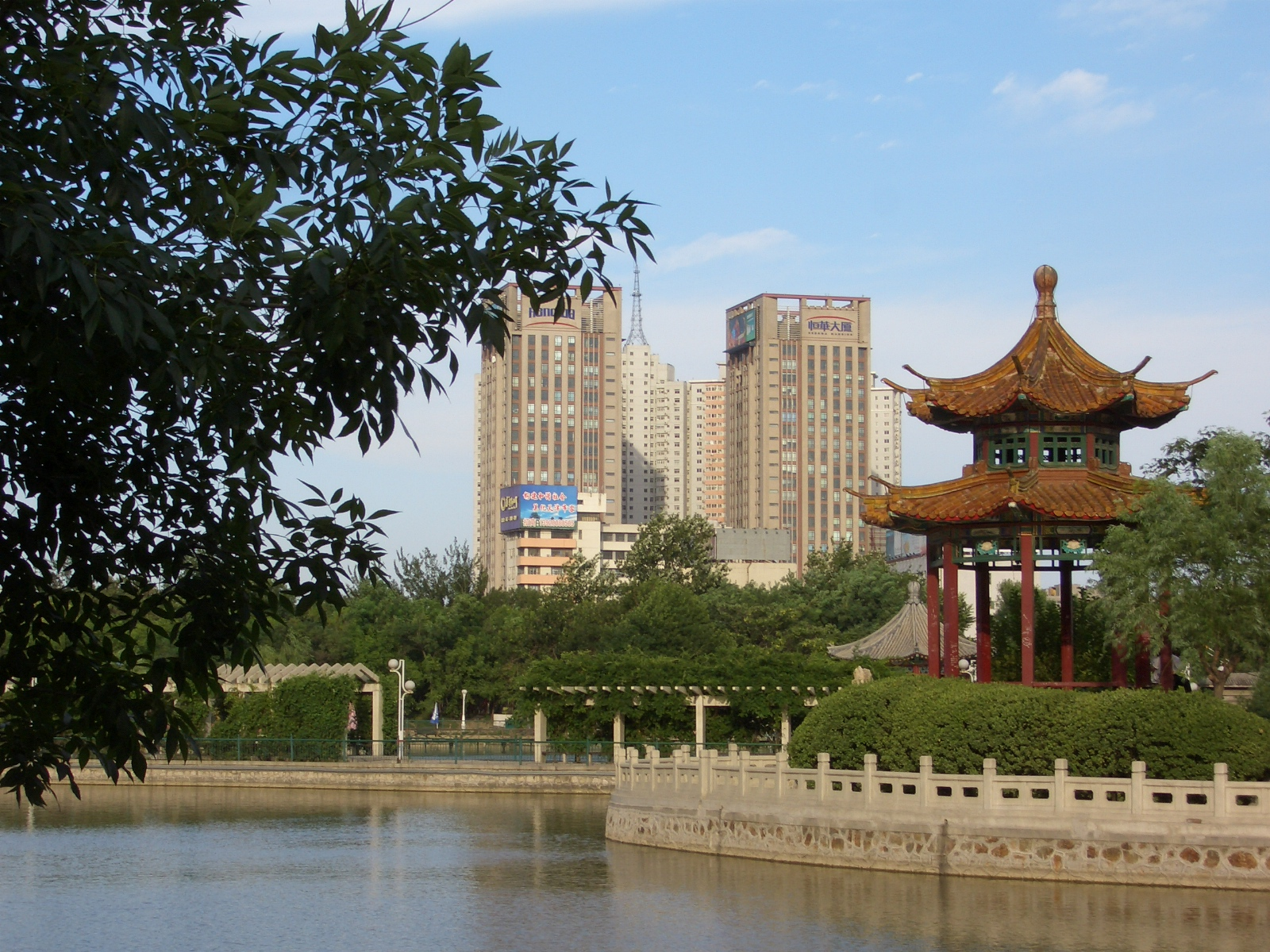
天津市人民公园

### 近代
1863年，天津盐商李春城以赈灾为名购买东楼、西楼等村土地，仿照西湖园林开始建设其私人宅邸和花园——荣园。1886年，建成藏经阁，阁内三层，中层为藏书之地，四周有外廊。
1900年，八国联军入侵，李春城后裔将花园分割出售，未再修缮，园内荒芜。1917年和1939年两次洪水侵蚀园内建筑，造成损坏。1937年，日军占领天津时，荣园改作伪“新民会”址。1945年，曾为“红帮”分子把持的“育德学院”校址。1948年，国民党军队进入园中伐木构筑战壕掩体。

### 当代
1949年，李春城后裔李岐美等人将荣园捐献给天津市政府，政府将其改造并命名为“人民公园”。1951年7月1日，人民公园正式开放，并增设了照相部、小卖部等服务设施。1954年，张学良将军胞弟张学铭任人民公园管理所副所长时，曾委托章士钊致函毛泽东为公园题字。同年9月19日，毛泽东复函并题写了“人民公园”，是毛泽东唯一题写的公园园名。
1950年代，园内开始饲养动物，至1976年，园内已饲养了熊、狮、虎、豹、河马、斑马等80余种、500余只野生动物，以及100种以上的禽类，金鱼、热带鱼等观赏品种。因地理位置和环境限制，1976至1980年，大部分动物陆续迁至天津动物园，现园内仅保留部分禽类。
2000年5月，人民公园由天津市园林局划转至河西区园林局。2009年8月1日，人民公园开始免费对公众开放。

## 商业
- 上海三联书店天津西岸书房：位于人民公园中的藏经阁，由上海三联书店出版社成立。
- 中华花戏楼：位于人民公园东门内。[3]